# علم الوراثة اللاجيني الحاسوبي
يستخدم علم الوراثة اللاجيني الحاسوبي

أساليب المعلوماتية الحيوية لاستكمال البحوث التجريبية في علم الوراثة اللاجيني. وبسبب الانفجار الأخير لمجموعات بيانات الوراثة اللاجينية، تلعب الطرق الحاسوبية دورًا متصاعدًا في جميع مجالات أبحاث الوراثة اللاجينية.

## التعريف
تشتمل الأبحاث التي أُجريت في علم الوراثة اللاجيني الحاسوبي على تطبيق وتطوير أساليب المعلوماتية الحيوية لحل مسائل الوراثة اللاجينية، فضلاً عن تحليل البيانات الحاسوبية والنمذجة النظرية في سياق علم الوراثة اللاجينية. يوظف الباحثون الأدوات المعلوماتية وتقنيات تسلسل الجيني الجيل الجديد (NGS) للكشف عن ميثلة الحمض النووي (وهوزيادة جزيئة CH3 على القاعدة الأزوتية للحمض النووي) وأيضا للكشف عن ظهور طفرات في بروتينات الهيستون التي يحيط بها الحمض النووي نذكر منها  H2A وH2B  H1،H3 ،H4 وهي ضرورية لدراسات الأورام. يوفر التسلسل الجيني عالي الإنتاجية حيث يضمن الحصول على عدة تسلسلات جينية في أن واحد وبشكل جماعي إمكانيات قيمة لمواكبة التغييرات اللاجينية ، ويدفع هذا الحجم المتزايد للبيانات عن الوراثة اللاجينية  للتطويرالمستمر في تقنيات المعلوماتية الحيوية من حيث إدارتها وتحليلها.
أولاً، هناك حاجة إلى أدوات دمج البيانات التي تجمع بين جميع النتائج المتوفرة والمختلفة عن الوراثة اللاجينية في أدوات مرقمنة  لتوفير فهم شامل للعمليات البيولوجية. بالإضافة إلى تحسين الأساليب والتقنيات المعلوماتية الحيوية في هذا المجال
ثانيًا، معرفة التدخل الوظيفي للوراثة اللا جينية في فهم الأمراض يمكن أن يتم من خلال الأدوات المعلوماتية مثل تقنية CRISPR-dCAs9. تتيح هذه الأدوات المعلوماتية التعديل الدقيق على العلامات الإبيجينية الموجودة في مواقع محددة على الجينات مثل علامة CH3 على القاعدة الأزويتة ما يسمى بالانجليزية Methylation ، مما يمكّن الباحثين من معرفة وتحديد النتائج الوظيفية لهذه الطفرات باستخدام نماذج خلوية وحيوانية، وبالتالي تكمل الرؤئ المتنبئة والمسبقة المستخلصة من التحليلات البيانات البيومعلوماتية.

## بعض قواعد البيانات المعلوماتية للوراثة اللاجينية
- بوابة بيانات IHEC: توفر قائمة شاملة من المراجع اللاجينية للبشر (hg19، hg38) والفئران (mm10). الموقع : IHEC[3]
- NIH ROADMAP لخرائط علم الوراثة اللاجيني: يقدم خرائط شاملة لتعديلات الهيستون، وانفتاح الكروماتين، وMethylation للحمض النووي، وترجمة mRNA عبرمختلف أنواع الخلايا والأنسجة البشرية . الموقع : NIH ROADMAP[3]
- CEEHRC: مشروع كندي يقدم معلومات مفصلة حول المورثات اللاجينية البشرية في أنسجة مختلفة. الموقع : CEEHRC[3]
- BLUEPRINT: مبادرة أوروبية تولد خرائط للمورثات اللاجينية لأكثر من 100فصيلة دم. الموقع : BLUEPRINT[3]
- IHEC CREST: يركز على الجينومات المرجعية لخلايا الظهارة البشرية، وخلايا الأوعية الدموية، وخلايا الأعضاء التناسلية. الموقع : IHEC CREST[3]
- DeepBlue: قاعدة بيانات مركزية مصممة للعمليات البرمجية على بيانات الوراثة اللاجيني، بما في ذلك تداخل البيانات والتجميع. الموقع : DeepBlue[3]
- متصفح الجينوم اللاجيني: يوفرمراجع لتسلسلات جينية وتجميعات لمجموعة واسعة من الجينومات. الموقع : Epigenome Browser[3]
- متصفح WashU للجينوم اللاجيني: معلومات عن المورثات اللاجينية واسعة لأنواع متعددة بخلاف البشر والفئران، بما في ذلك الأبقار والذباب والشمبانزي الموقع : WashU Epigenome[3]
- مشروع ENCODE: مبادرة ممولة من NIH تهدف إلى رسم جميع العناصر الوظيفية للجينوم البشري. الموقع : ENCODE[3]
- GenExp: متصفح تفاعلي للجينوم يدمج البيانات من نظام التعليق الموزع (DAS). الموقع : GenExp[3]
- مجموعة AHEAD: جهد منهجي لرسم الجينوم اللاجيني البشري، لإنشاء شبكات المعلوماتية الحيوية للأنسجة الطبيعية.[5]
- تحالف HEP: بيانات جينومية عالية الدقة لتحليل Methylation الحمض النووي في 43 فرداً.[6]HEP
- تحالف HEROIC: يركز على الدراسات اللاجينية عالية الإنتاجية باستخدام اختبارات جينومية متنوعة. الموقع : HEROIC[3]
- dbEM: قاعدة بيانات تحلل دور البروتينات اللاجينية في تكوين الأورام، مع بيانات عن الطفرات وتعبيرتجسيدي الجينات عبر عينات الأورام .الموقع : dbEM[3]
- EpiFactors: قاعدة بيانات تربط الجينات بعوامل لاجينية محددة. الموقع : EpiFactors[3]
- HEDD: يركز على تخزين ودمج مجموعات البيانات المتعلقة بالأدوية اللاجينية. الموقع : HEDD[3]

## مجالات الأبحاث الحالية

### معالجة البيانات وتحليلها
تم تطوير تقنيات تجريبية مختلفة لرسم خرائط الجينوم الخاصة بمعلومات علم الوراثة اللاجينية، والأكثر استخدامًا على نطاق واسع في الترسيب المناعي للكروماتين على مصفوفة دنا الدقيقة وتسلسل الترسيب المناعي للكروماتين وتسلسل البيسلفيت. وبالتالي تُنتج جميع هذه الأساليب كميات كبيرة من البيانات وتتطلب طرقًا فعالة لمعالجة البيانات ومراقبة الجودة عن طريق أساليب معلوماتية حيوية.

### التنبؤ بالوراثة اللاجينية
لقد تخصصت أعداد هائلة من أبحاث المعلوماتية الحيوية في التنبؤ بمعلومات الوراثة اللاجينية من خصائص تسلسل المجين. حيث تخدم مثل هذه التوقعات غرضًا مزدوجًا. أولاً، يمكن استبدال تنبؤات الوراثة اللاجينية الدقيقة بالبيانات التجريبة بدرجة ما، والتي تعد ملائمة بوضوح لآليات علم الوراثة اللاجينية المكتشفة حديثًا ولأنواع أخرى غير الإنسان والفئران. ثانيًا، تُؤسس خوارزميات التنبؤ نماذج إحصائية لمعلومات علم الوراثة اللاجينية من بيانات التدريب ولذلك يمكن أن تعمل كخطوة أولى تجاه النمذجة الكَمية لآلية الوراثة اللاجينية. ومن ثم يتحقق التنبؤ الحاسوبي الناجح للحامض النووي والتمثيل والأستلة الخاصان بالليسين عن طريق مجموعات من الخصائص المختلفة.

### التطبيقات العلمية في مجال للسرطان
يوفر الدور الهام لعيوب علم الوراثة اللاجينية لمرض السرطان فرصًا جديدة لتحسين مستويات التشخيص والعلاج. وبالتالي تُثير هذه المناطق النشطة للأبحاث سؤالين قابلين للتعديل في مجال تحليل المعلوماتية الحيوية. الأول، وبناءً على قائمة المناطق الجينومية التي تعكس اختلافات علم الوراثة اللاجينية بين خلايا وضوابط الأورام الخبيثة (أو بين الأنواع الفرعية للأمراض المختلفة)، هل يمكننا اكتشاف الأنماط الشائعة أو العثور على دليل على وجود علاقة وظيفية بين هذه المناطق وبين السرطان؟ ثانيًا، هل يمكننا استخدام أساليب المعلوماتية الحيوية لتحسين مستويات التشخيص والعلاج من خلال الكشف عن الأنواع الفرعية الخطيرة للمرض وتصنيفها؟

## موضوعات حديثة
لقد تم تحفيز الموجة الأولى من الأبحاث في مجال علم الوراثة اللاجيني الحاسوبي عن طريق التقدم السريع للأساليب التجريبية لإنتاج البيانات، والتي تطلبت أساليب حاسوبية ملائمة لمعالجة البيانات ومراقبة الجودة، والتي حفزت دراسات التنبؤ الوراثية اللاجينية كوسيلة لاستيعاب توزيع معلومات علم الوراثة اللاجيني ووفرت الأساس للمشاريع الأولية في علم الوراثة اللاجيني للسرطان. فعلى الرغم من أن هذه الموضوعات ستظل هي المجالات الرئيسية للأبحاث والكمية المجردة لبيانات علم الوراثة اللاجينية الناشئة عن مشاريع الوراثة اللاجينية التي تشكل تحديًا كبيرًا للمعلوماتية الحيوية، تظهر حاليًا العديد من الموضوعات الإضافية.
- الدوائر التنظيمية لعلم الوراثة اللاجيني: الهندسة العكسية للشبكات التنظيمية التي تقرأ وتكتب وتنفذ رموز علم الوراثة اللاجيني.
- علم الوراثة اللاجيني السكني: يُركز على الآليات التنظيمية لتكامل بيانات علم الوراثة اللاجيني مع إعطاء لمحة التعبير الجيني وخرائط النمط الفرداني للنموذج الكبير من السكان المختلفين.
- علم الوراثة اللاجيني التطويري: تعلم نظم الوراثة اللاجينية في الإنسان (وآثارها الطبية) من خلال المقارنات بين مختلف الأنواع.
- النمذجة النظرية: هي اختبار مفهومنا الميكانيكي والكمي لآليات علم الوراثة اللاجيني من خلال التناظر في السيليكون.
- مستعرضات المجين: تطوير خليط جديد من خدمات الويب التي تمكن علماء البيولوجي من إجراء تحليلات دقيقة للمجين والوراثة اللاجينية داخل بيئة مستعرض المجين سهلة الاستخدام.
- علم الوراثة اللاجيني الطبي: البحث عن آليات علم الوراثة اللاجينية التي تلعب دورًا في أمراض غير السرطان، حيث إن هناك أدلة قوية مفصلة تدل على اشتراك تنظيم علم الوراثة اللاجيني في الأمراض العقلية والأمراض ذاتية المناعة وغيرها من الأمراض المستعصية.

## قواعد بيانات علم الوراثة اللاجيني
1. تحتوي قاعدة بيانات المثيلوم[9] على معلومات في 19.905 من بيانات محتوى المثيلوم و5.382 من نماذج المثيلوم لـ 48 نوعًا و1.511 فردًا و198 نسيجًا وزرع الخلايا و79 نمطًا ظاهريًا.
2. يحتوي المثيلوم العام[10] على ما يزيد على 5.000 سجل في جينات المثيلوم في أنواع مختلفة من السرطان.
3. يحتوي الريباس[11] على ما يزيد عن 22.000 جين ناقل للمثيلوم المشتق من بنك الجينات.
4. يحتوي نص معلومات المثيلوم[12] على معلومات جين المثيلوم من خلال 205 أنواع من سرطان الإنسان.
5. تحتوي قاعدة بيانات المثيلوم التمهيدي[13] على 259 مجموعة تمهيدية من الإنسان والفئران والجرذان لتحليل مثيلوم الحامض النووي.
6. تحتوي قاعدة بيانات الهستون[14] على 254 تسلسلاً من هستون H1 و383 من هستون H2 و311 من هستون H2B و1043 من هستون H3 و198 من هستون H4، والتي تمثل في مجملها 857 نوعًا على الأقل.
7. تحتوي قاعدة بيانات الكروماتين[15] على 9.341 من بروتينات الكروماتين المرتبطة، بما في ذلك بروتينات راني المرتبطة بمجموعة واسعة من الكائنات الحية.
8. يحتوي عامل الكروماتين المُعاد تنظيمه[16] على ما يزيد على 1725 عاملاً للكروماتين المُعاد تنظيمه و720 عاملاً غير إضافي متسلسلة في حقيقيات النواة.
9. يحتوي مختبر أسرة كريمبل لعلم الوراثة اللاجينية[17] على بيانات مثيلوم الحامض النووي للكروموسومات البشرية 21 و22 وخلايا المنتشة الذكرية ولمحات مثيلوم الحامض النووي في التوأم أحادي وثنائي الزيجوت.
10. تحتوي قاعدة بيانات مثيلوم الحامض النووي[18] على بيانات مثيلوم الحامض النووي للكروموسومات البشرية 21 و22 وخلايا المنتشة الذكرية وتأخر ظهور مرض الزهايمر.

## قائمة المراجع وكتابات أخرى
- The original version of this article was based on a review paper on computational epigenetics that appeared in the January 2008 issue of the Bioinformatics journal: Bock, C. and Lengauer, T. (2008) Computational epigenetics. Bioinformatics, 24, 1-10. This review paper provides>100 references to scientific papers and extensive background information. It is published as open access and can be downloaded freely from the publisher’s web page: http://dx.doi.org/10.1093/bioinformatics/btm546.
- Additional data has been updated and added, based on a review paper on computational epigenetics that appeared in the January 2010 issue of the Bioinformation journal: Lim S.J., Tan T.W. and Tong, J.C. (2010) Computational epigenetics: the new scientific paradigm. Bioinformation, 4(7): 331-337. This review paper provides>129 references to scientific papers. It is published as open access and can be downloaded freely from the publisher’s web page: http://bioinformation.net/004/007000042010.pdf.
- List of epigenetic databases and computational epigenetic tools online نسخة محفوظة 10 مارس 2012 على موقع واي باك مشين.